# Jakub Myślisz
Jakub Myślisz (ur. 26 maja 1886 w Wielkiej Wsi, zm. 5 kwietnia 1939 w Gdyni) – rybak kaszubski, właściciel kutra "Gwiazda Morza", który odegrał ważną rolę w Zaślubinach Polski z morzem 10-11 lutego 1920 i społecznik, zasłużył się staraniami o budowę portu morskiego w Wielkiej Wsi/port morski Władysławowo.

## Życiorys
Jakub Myślisz urodził się 26 maja 1886 w Wielkiej Wsi w rodzinie Jakuba Myślisza (1851-1930) i Anny (1853-1925). Był bratem Jana Myślisza (1895-1975) latarnika z Helu, szypra  kaszubskiego i społecznika, odznaczonego Orderem Virtuti Militari. Uczęszczał do pruskiej szkoły powszechnej w Wielkiej Wsi.
W wieku lat 13 wyruszył w samotną podróż przez Hamburg do Stanów Zjednoczonych Ameryki Północnej, gdzie mieszkali jego dalecy krewni. Wg archiwum Ellis Island na liście pasażerów przybyłych do Ameryki jest informacja, że Jakub przybył do Nowego Jorku 29 listopada 1902 statkiem "Main" z Bremy. Jakub pływał na kutrach rybackich na jeziorze Michigan. Mieszkał w Milwaukee, na Jones Island, w Chicago i w Detroit. W 1910 powrócił do ojczyzny - do Wielkiej Wsi i założył maszoperię i zajmował się połowami ryb na Zatoce Puckiej. Ożenił się z Anną Proena. Mieli siedmioro dzieci.
10 lutego 1920 Jakub Myślisz brał udział w uroczystych Zaślubinach Polski z morzem w Pucku. Przed wrzuceniem do morza pierścienia przez generała Józefa Hallera Jakub - jako rybak kaszubski przekazał symbolicznie straż w ręce polskiego marynarza. Podczas tych uroczystości poinformowany przez proboszcza parafii w Swarzewie ks. Pronobisa, że generał Józef Haller wraz z towarzyszącymi osobami chciałby odbyć rejs po "pełnym morzu" Jakub udał się pieszo do Helu, gdzie stacjonował jego kuter o niemieckiej jeszcze nazwie "See Stern", zabrał ze sobą siekierę do wyrąbania kutra z lodu. 11 lutego 1920 poprowadził swój kuter na wysokość Wielkiej Wsi/ dzisiejszego Władysławowa. Goście przewiezieni zostali łodzią na pokład kutra, brat Jan Myślisz dostarczył mu biało-czerwoną flagę, którą uszyła żona Jakuba - Anna. "Gwiazda Morza" wypłynęła po Rozewie i wtedy Jakub Myślisz podniósł na maszt pierwszy raz biało-czerwoną flagę na polskiej jednostce pełnomorskiej.
Gdy generał Haller pytał rybaków jakie są ich życzenia Jakub Myślisz oświadczył, że na miejscu stacji rybackiej pragnęliby mieć port nad Wielkim Morzem jako port schronienia. Haller przyrzekł rybakom, że ich marzenie o budowie portu w Wielkiej Wsi się ziści Rewanżując się za to przyrzeczenie rybacy ofiarowali generałowi wielką bryłę bursztynu - symbol bogactwa Bałtyku.
Jakub Myślisz widział potrzebę budowy portu morskiego w Wielkiej Wsi i był inicjatorem jego powstania. Gdy po obietnicy Hallera budowa portu nadal była tylko przyrzeczeniem Jakub wraz z Józefem Gojke z Chłapowa i Janem Bystram ze Swarzewa udali się w 1923 z wizytą do wojewody pomorskiego do Torunia by upomnieć się o realizację obietnicy. Gdy i te starania nie przyniosły rezultatu w 1929 pojechali do wicepremiera Kazimierza Bartla do Warszawy, od którego usłyszeli że jest kryzys i nie ma funduszy na budowę portu. Zaniepokojeni rybacy z Wielkiej Wsi w 1930  złożyli memoriał w sprawie budowy portu do Prezydenta RP Ignacego Mościckiego. Jakub Myślisz kilka razy pisał listy w tej sprawie do władz polskich, w tym do Prezydenta RP. W maju 1931 wraz z Michałem Golla i Janem Bystram udali się do Prezydenta RP Igncego Mościckiego do Warszawy a w sierpniu 1932 podczas pobytu Prezydenta na wybrzeżu złożyli mu w Wielkiej Wsi raport nt. budowy portu. W 1933 Rada Ministrów wyasygnowała wreszcie środki finansowe na prace studialne nad lokalizacją przyszłego portu, w 1935 opracowano projekt wykonawczy portu, a rok później - w marcu 1936 rozpoczęto prace przy budowie portu. Marzenia Jakuba i innych rybaków z okolic Wielkiej Wsi spełniły się, bo już po dwóch latach od rozpoczęcia budowy - 4 maja 1938 odbyła się uroczystość poświęcenia i oddania portu do eksploatacji.
Znając poza polskim, kaszubskim i niemieckim języki angielski i francuski wyróżniał się wśród braci rybaków. Aktywnie działał na polu społecznym. Był ławnikiem gminy Wielka Wieś, opiekunem społecznym i pomagał mieszkańcom Wielkiej Wsi i okolic w różnych sprawach. W okresie od 1931 do 1939 r. pełnił funkcję Prezesa Oddziału Towarzystwa Samopomocy Rybaków Morskich w Wielkiej Wsi oraz członka komisji rewizyjnej tego towarzystwa w Gdyni. Towarzystwo zajmowało się pomocą dla rybaków i ich rodzin w przypadkach choroby czy utraty życia przez rybaka - wypłacało świadczenia chorobowe i rentowe. Jakub był też członkiem Polskiego Towarzystwa Powstańców i Wojaków.
Jakub Myślisz zbudował jeden z pierwszych pensjonatów w Wielkiej Wsi i nadał mu nazwę "Polonia". Po sprzedaży historycznego kutra Gwiazda Morza wykonał sposobem gospodarczym nowy kuter 12-metrowy, potem zakupił zbudowany w Stoczni Rybackiej w Gdyni kuter WWs-5. Był pionierem rybactwa polskiego na wodach k. Skagen. Uczył zawodu rybackiego młodych mieszkańców Wielkiej Wsi.
Dnia 5 kwietnia 1939 r. zginął tragicznie - przy wchodzeniu na kuter w porcie w Gdyni wpadł do wody i utonął. Miał 52 lata.

## Upamiętnienia
- we Władysławowie znajduje się ulica imienia Jakuba Myślisza.
- 20 czerwca 2015 odsłonięto gwiazdę Jakuba Myślisza w Ogólnopolskiej Alei Zasłużonych Ludzi Morza w Rewie.
- 11 lutego 2020 we Władysławowie przy porcie odsłonięto tablicę pamiątkową z okazji 100-lecia pierwszego rejsu pod biało-czerwoną banderą kutrem Jakuba Myślisza Gwiazda Morza.
- W latach 1995, 2000, 2020 - 11 lutego odbyły się we Władysławowie uroczyste obchody rocznic Zaślubin Polski z morzem i pierwszego rejsu pod biało-czerwona banderą kutrem Jakuba Myślisza "Gwiazda Morza".
- W 78. rocznicę pierwszego rejsu pod biało-czerwoną banderą powstała srebrna replika kutra Jakuba Myślisza "Gwiazda Morza", aktualnie w zasobach Muzeum Ziemi Puckiej.